# Särkkäjärvi (sjö i Kajanaland, lat 64,30, long 29,30)
Särkkäjärvi är en sjö i Finland. Den ligger i kommunen Kuhmo i landskapet Kajanaland, i den centrala delen av landet, 500 km nordost om huvudstaden Helsingfors. Särkkäjärvi ligger 201 meter över havet. Arean är 28 hektar och strandlinjen är 6,08 kilometer lång. Sjön  ingår i Uleälvens huvudavrinningsområde. 